# Multidentorhodacarus squamosus
Multidentorhodacarus squamosus är en spindeldjursart som beskrevs av Wolfgang Karg 2000. Multidentorhodacarus squamosus ingår i släktet Multidentorhodacarus och familjen Rhodacaridae. Inga underarter finns listade i Catalogue of Life.